# Route 109 (Québec)
Pour les articles homonymes, voir Route 109.
La route 109 (R-109) est une route nationale québécoise située dans le nord québécois et qui suit une orientation nord / sud. Elle dessert les régions administratives de l'Abitibi-Témiscamingue et du Nord-du-Québec.

## Tracé
La route 109 commence sur la route 117 à une quarantaine de kilomètres à l'ouest de Val-d'Or, soit à Rivière-Héva. Elle se dirige vers Amos qu'elle croise après 39 kilomètres. Ensuite, elle continue vers Matagami, un trajet de 183 km dans le cœur de la forêt boréale. Elle se termine depuis 2002 sur la route de la Baie James, à Matagami. Avant 2002, elle se rendait jusqu'à la localité de Radisson, mais depuis, ce tronçon n’a plus le statut de route provinciale et est maintenant administré par la municipalité d'Eeyou Istchee Baie-James. Elle chevauche la route 111 sur une courte distance à Amos.

## Localités traversées (du sud au nord)
Liste des municipalités dont le territoire est traversé par la route 109, regroupées par municipalité régionale de comté.

### Abitibi-Témiscamingue
La Vallée-de-l'Or
- Rivière-Héva

Abitibi
- La Motte
- Saint-Mathieu-d'Harricana
- Amos
- Pikogan
- Saint-Félix-de-Dalquier
- Saint-Dominique-du-Rosaire

### Nord-du-Québec
Jamésie
- Eeyou Istchee Baie-James
- Matagami

## Intersections majeures
| MRC               | Municipalité | km     | Destinations                              | Notes                                    |
| ----------------- | ------------ | ------ | ----------------------------------------- | ---------------------------------------- |
| La Vallée-de-l'Or | Rivière-Héva | 0,00   | R-117 – Malartic, Val-d'Or, Rouyn-Noranda |                                          |
| Abitibi           | Amos         | 39,30  | R-111 sud / R-395 – Preissac, Val-d'Or    | Terminus sud du multiplex avec la R-111  |
| Abitibi           | Amos         | 40,60  | R-111 nord – La Sarre                     | Terminus nord du multiplex avec la R-111 |
| Jamésie           | Matagami     | 222,70 | Route de la Baie James                    |                                          |
|                   |              |        |                                           |                                          |